# Overgangsritueel (antropologie)
Een overgangsritueel of rite de passage is een ritueel dat de verandering in sociale of seksuele status van iemand markeert. Overgangsrituelen worden vaak gehouden rond belangrijke gebeurtenissen zoals: geboortes, puberteit, huwelijken, menopauze, begrafenissen enz. De term wordt vaak gebruikt in de antropologie. De term rite de passage werd geïntroduceerd door de Franse antropoloog Arnold van Gennep (1873-1957) in zijn 'Les Rites de Passage' uit 1909. Volgens Van Gennep zijn er drie fases waarin een rite de passage zich ontwikkelt: afscheiding, liminaliteit (transitie) en re-integratie.

## De drie fasen
Van Gennep wees erop dat deze drie categorieën niet in dezelfde mate ontwikkeld zijn bij alle rituelen en bij alle volkeren, maar
behield ze toch als universeel patroon.
1. De eerste fase, afscheiding, betreft symbolisch gedrag waarbij het individu afgescheiden wordt van een voordien vaste maatschappelijke status. Hierbij wordt de oude status eerst 'vernietigd' als voorbereiding tot de nieuwe.
2. Tijdens de middelste fase wordt de 'reiziger' ontdaan van elke uiterlijke manifestatie van zijn rang of rol en betreedt een soort 'liminale' status tussen vroegere en toekomstige identiteiten. Deze fase wordt vaak vergeleken met een (rituele) dood, of een verblijf in de duisternis van de baarmoeder in afwachting van de geboorte.
3. In de laatste fase overschrijdt het rituele subject deze drempel en maakt in zijn nieuwe sociale of religieuze rol zijn herintrede in de maatschappij.

## Symboliek

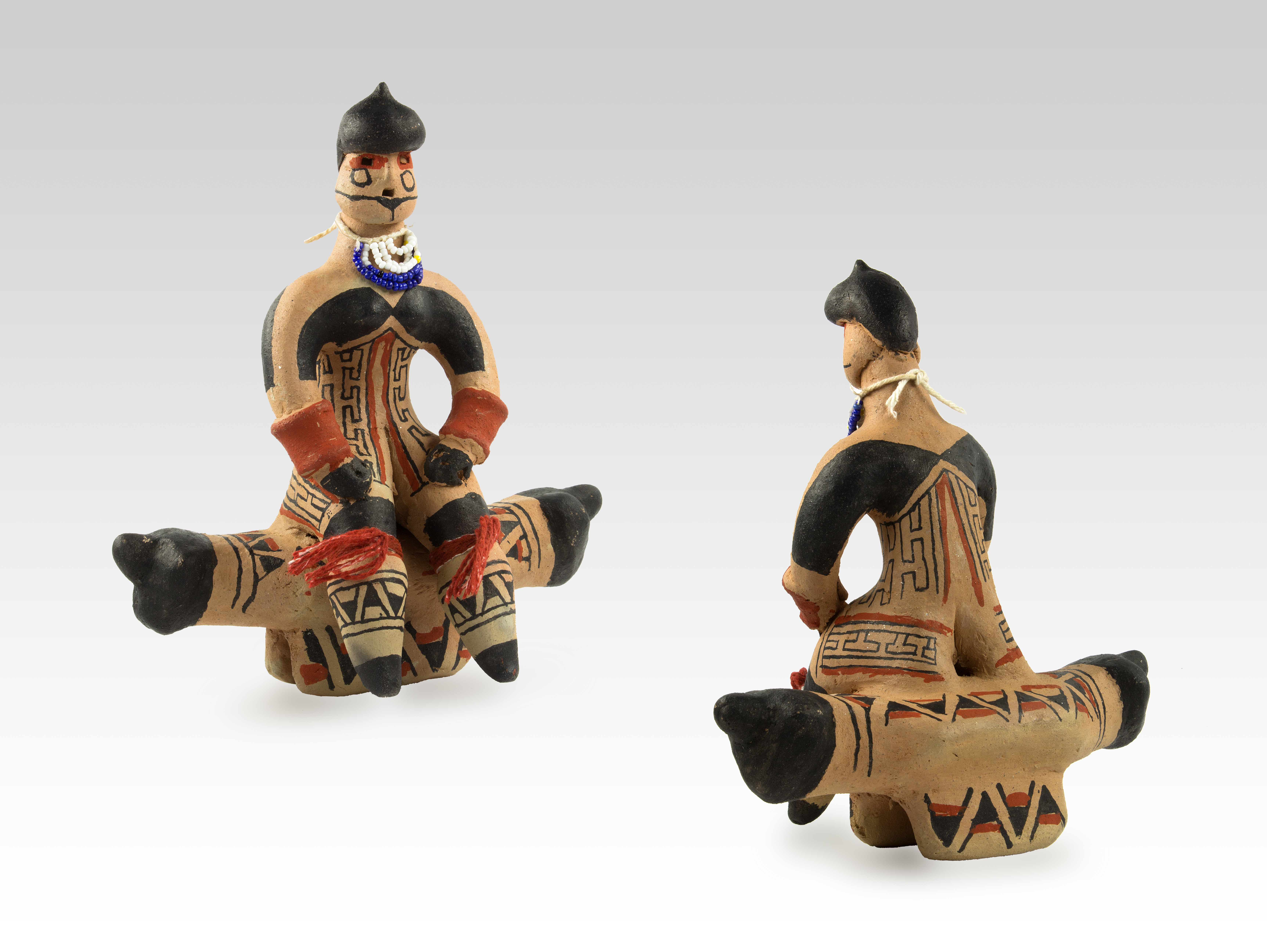
beeldje Karajà : initiatie van een jong

Overgangsrituelen zijn typisch rijk aan symboliek. Het proces van transformatie wordt uitgedrukt in tal van motieven die geografisch en cultureel verspreid zijn. In de veelvoorkomende uitbeelding van dood en hergeboorte worden ingewijden achtereenvolgens eerst ritueel "gedood" om hen te bevrijden uit hun vorig leven, daarna als kinderen behandeld in de transitieve fase, en volwassen gemaakt in hun nieuwe status. De hele ceremonie houdt ook het succesvol doorstaan van een aantal beproevingen in, en vaak wordt elke toegang tot de volgende fase door een poort gesymboliseerd. De nieuwe status wordt gewoonlijk ook tot uitdrukking gebracht in een of andere verandering aan het lichaam, zoals bijvoorbeeld besnijdenis, het verwijderen van tanden, tatoeages, of door speciale kledij en ornamenten.
Enkele rites de passage van onze huidige westerse cultuur zijn: de doop, de communie, besnijdenis, het huwelijk, de eerste dag op school, ontgroeningen, enzovoort.

## Liminaliteit
Onder anderen de Schotse antropoloog Victor Turner werkte verder aan theorievorming over de middelste fase in de driedeling van Van Gennep, de liminale fase. Met liminaliteit wordt bedoeld dat men zich tussen twee werelden bevindt, of op de drempel van een overgang. Op dat moment heeft iemand een niet-geaccepteerde of ongedefinieerde (ambigue) sociale rol. Tijdens een ontgroening van een studentenvereniging is men bijvoorbeeld nog geen volwaardig lid, maar is men tegelijkertijd niet langer een buitenstaander. Degenen die samen een liminale fase ondergaan vormen een bijzondere sociale groep, die zich vaak kenmerkt door wat Turner communitas noemde: (tijdelijke) gezamenlijkheid, sociale gelijkheid en solidariteit.